# Ricky García
Ricky García (Puerto Cortés, 21 luglio 1971) è un ex calciatore honduregno, di ruolo centrocampista.